# 동국제강그룹
동국제강그룹은 대한민국의 철강전문 기업집단으로 1954년 동국제강을 모태로 설립한 기업집단이다. 모기업은 동국제강이다.

## 계열사

### 지주회사
- 동국홀딩스

### 국내법인
- 동국제강
- 동국씨엠
- 인터지스 (구. 천양항운, 동국통운)
- 인터지스중앙부두
- 인터지스신항센터
- 인터지스웅동센터
- 동국시스템즈 (구. DK유엔씨)
- 페럼인프라
- 가온에스티
- 아이앤케이신항만
- 제주로해운물류
- 당진고대부두운영

### 해외법인
- 동국인터내셔널 (미국 현지법인)
- (주)동국 (일본 현지법인)
- 동국제강(중국)유한공사
- 연합물류(강음)유한공사 (중국 장쑤성 장인시 현지법인)
- 동국스틸 멕시코
- 동국스틸 태국
- 동국스틸 인도
- DKC S.A. (파나마 현지법인)
- 인터지스 비나 (베트남 현지법인)

### 공익사업
- 송원문화재단

### 과거 계열사
- 국제종합기계
- 국제통운
- 대안해운
- 동국건설
- 동일제강
- 동국중기공업
- 동화산업
- 모빌코리아윤활유
- 무석장강박판유한공사
- 무석태평양도자박판유한공사
- 빠나나날라
- 부산벤처기술투자
- 부산주공
- 부산항4부두운영
- 삼주항운
- 센텔
- 신중앙상호신용금고
- 아시아자동차
- 유니온스틸
- 유니온코팅
- 중앙종합금융
- 창원
- 피엔씨티
- DK에스앤드
- DK유아이엘
- DK유테크